# 339 Dywizja Strzelecka (ZSRR)
339 Dywizja Strzelecka (ros. 339-я стрелковая дивизия) – związek taktyczny (dywizja) Armii Czerwonej.
Dywizja sformowana w Rostowie nad Donem po ataku Niemiec na ZSRR. Broniła Rostowa w pierwszych miesiącach wojny. Następnie wycofana w kierunku kaukaskim, walczyła pod Tuapse i Taganrogiem. Wyzwoliła Teodozję. Forsowała Bóbr i Odrę. Wojnę zakończyła w Brandenburgu.